# Tubaconcert (Aho)
Het tubaconcert (2000-2001) van de Finse componist Kalevi Aho is een van de weinige concerten geschreven voor de tuba.

## Geschiedenis
De tuba heeft meestal een dragende stem in het basregister, waarbij zijn zangerige kwaliteiten relatief onbekend en dus buiten schot blijven. Tot in de 20e eeuw vond men kennelijk het instrument niet geschikt voor het componeren van concerti voor het instrument. Echter in de 20e eeuw met de verregaande ontwikkelingen op het gebied van muziekinstrumenten en klassieke muziek werd het volgens sommige componisten tijd een dergelijk concert te maken. Een van de eersten was Ralph Vaughan Williams (1954). Dat concert werd in korte tijd populair; dat kwam niet het minst omdat het in het Verenigd Koninkrijk barst van allerlei blaasensembles, zoals brassbands. In die ensembles heeft de tuba al meer een melodieuze rol gekregen.

## Compositie
De meeste concerten voor tuba's zijn vrij kort; dat heeft te maken met het feit dat er nogal wat lucht door het instrument heen moet om sowieso een fatsoenlijke klank te krijgen. Tel daarbij op het gebruik van embouchure. Men moet van goeden huize moet komen om het een tijd lang achter elkaar vol te kunnen houden.
Aho wordt meestal door Finse musici gevraagd een concert voor hun instrument te componeren, Aho weigert daarbij zelden. Nu nam hij zelf het initiatief omdat hij wel van een dergelijke uitdaging houdt; het componeren van werken voor een niet-alledaags instrument (zie ook zijn contrafagotconcert).
Dit werk duurt ongeveer 30 minuten en hij behandelt de tuba eigenlijk gewoon als een viool bij een vioolconcert. Dus bijna geen 'brombeerklanken', maar een zangerig concert. Alleen in het laatste gedeelte schrijft hij een redelijk nieuwe techniek voor. In plaats van een normaal embouchure moet de tubaist zingen door zijn mondstuk; het geluid krijgt daarbij de klank van een walvissignaal. Ook schrijft de componist een aantal noten voor die klinken als percussie (korte aanslagen met de tong in het mondstuk).

### Delen
1. Andante;
2. Allegro – cadenza – tempo I;
3. Larghetto – Presto – tempo I.

De première werd verzorgd door het Symfonieorkest van Lahti onder leiding van Osmo Vänskä met als solist Harri Lidsle (tubaïst van het orkest) op 10 augustus 2001, tijdens een Fins congres over tuba's en baritons.

## Bron
- Uitgave BIS Records, in een serie over muziek van Kalevi Aho met Øystein Baadsvik als solist met het Norrköpings Symfoniorkester onder leiding van Mats Rondin.